# 徐淦
徐淦，CBE，JP（1933年5月11日—2021年8月1日），前香港政府官員，1997年香港主權移交前歷任東區民政主任、市政總署署長以及文康市政司。

## 生平
徐淦就读于上海復旦大學附屬小學，繼而入讀香港仿林中學，1946年至1950年入讀九龍華仁書院（1950年中五上午校，在英文中學會考中的英文、數學、歷史、物理以及化學科取得優良成績），后入讀羅富國教育學院（今香港教育大學，教育學院前身）。1956年至1959年先受業於嶺南大學（1963年再度於該校進修），毕业后赴英国留学，就读于伦敦大学，获文学士及荣誉学士，又於1960年至1961年在牛津大学三一学院进修政治行政，1979年讀過英國皇家學院防衞課程。返港后先任教于皇仁书院5年，再調到教育司署視學組工作；1967年曾監督市政局選舉，同年被布政司署調往華民司署主理港島東區分署。他後於1968年5月成為首批獲政府委任為民政主任的政務官之一（東區民政主任，即時稱之北角區民政主任），其餘3人分別包括黎家驊（旺角區民政主任）、吳國泰（港島西區民政主任）和何蔭旋（油麻地區民政主任）。徐淦歷任市政总署署长（1985年至1986年）、文康市政司（1986年至1989年）、文康广播司（1989年至1991年）等。1991年任公务员叙用委员会主席，亦曾任香港浸會大學校董。生前為香港潮州商会名誉会长。

## 個人生活
徐淦已婚，育有1子1女。